# Stadtpfarrkirche St. Michael (Regen)

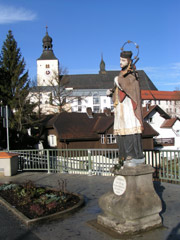
Blick von der Ludwigsbrücke auf die Pfarrkirche

Die Stadtpfarrkirche Sankt Michael in Regen ist eine im Lauf der Jahrhunderte durch verschiedene Baustile beeinflusste Kirche. Der heutige Bau besteht aus zwei Türmen, einem Alt- und einem Neubau und einer integrierten Seitenkapelle. Die Kirche steht unter dem Patrozinium des Erzengels Michael.

## Entstehungsgeschichte
Die erste urkundliche Erwähnung einer kleinen hölzernen Kirche stammt aus dem Jahr 1148. Dieser erste Bau dürfte um 1035 erbaut worden sein. Um das Jahr 1100 entstand der dicht daneben stehende wuchtige Wehrturm.
Etwa um 1270 wurde an der Stelle der Holzkirche eine romanische Kirche erbaut. Von dieser ist heute noch der kleine Kirchturm erhalten. In der Kirche befindet sich eine Kopie der 1390 entstandenen Regener Madonna.
1473 wurde das Langhaus im gotischen Stil neu erbaut, mit dem Wehrturm (nun Westturm) verbunden und ein Chor als Abschluss angebaut. Der Westturm bekam ein Zeltdach. Vom gotischen Bau sind nur noch mehrere Fenster im Westturm erhalten. Auch der Leib Christi, eine um 1500 entstandene spätgotische Arbeit, hängt noch heute über dem Altar. Nur der Kreuzbalken wurde mehrmals ausgetauscht, zuletzt 2003. Der Taufstein stammt aus dem Jahr 1607.

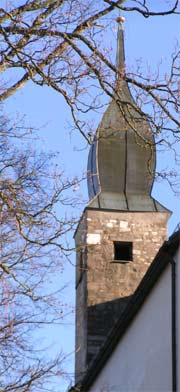
Romanischer Kirchturm

Während des Dreißigjährigen Kriegs wurde die Kirche durch schwedische Truppen niedergebrannt. Bis zum Neubau von 1655–1657 fanden die Gottesdienste ersatzweise in der Kirche St. Johann statt. In der neuen Kirche wurden Altäre im Zopfstil aufgestellt (barockisiert). Zwei Figuren vom Hl. Sebastian und Hl. Nepomuk aus dem 18. Jahrhundert stehen in der Seitenkapelle. An den Seitenwänden des heutigen Altbaus sind zehn Tragstangen mit Heiligenfiguren angebracht. Die aus der Zeit um 1750 stammenden Rokokoarbeiten wurden früher von den einzelnen Zünften bei Prozessionen getragen.

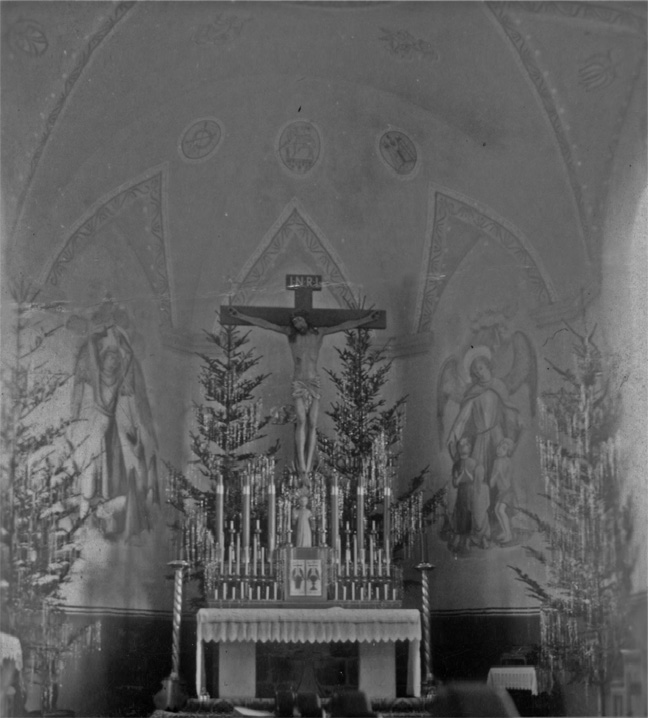
Innenraum zwischen 1936 und 1966

Während einer umfangreichen Innenrenovierung im Jahr 1861 wurde die Kirche neuromanisch eingerichtet. Von dieser Einrichtung stellte man Ende des 20. Jahrhunderts drei Figuren wieder auf: Mutter Gottes, St. Michael und St. Florian. Das Langhaus wurde 1927 verlängert. Im Jahr 1936 entfernte man die neuromanische Einrichtung und ersetzte sie durch eine neue Einrichtung. Von diesem 1936er Altar hängen heute links und rechts der Orgel zwei Ölbilder auf Holz, die damals die Seitenflügel schmückten. Josef Oberberger gestaltete im gleichen Jahr drei Farbverglasungen mit Szenen aus dem Leben des Hl. Gunther, die später wieder entfernt wurden und von denen zwei im Lesesaal des Bischöflichen Zentralarchivs Regensburg erhalten sind.
1966–1969 wurde das Kirchenschiff durch einen modernen Neubau Richtung Osten erweitert. Die Altarinsel wurde in der Mitte von Alt- und Neubau gebaut. Die Farbverglasungen im Alt- und Neubau stammen aus dem Jahr 1968. Die Orgel entstand in den Jahren 1962/1968 mit zwei Manualen, 31 Registern und etwa 1800 Pfeifen. Der Kreuzweg aus Bronze ist aus dem Jahr 1970.
Von 2001 bis 2003 kam es zur bisher letzten Neugestaltung des Innenraums. Die Altarinsel wanderte aus dem Zentrum der Kirche an die Ostwand im Neubau. Die neue Altarwand zeigt Motive aus dem Sonnengesang des Hl. Franziskus von Assisi. Die Sakristei wurde von der Ostseite in den Westturm verlegt.
An der südwestlichen Außenseite der Kirche ist eine Mitte des 19. Jahrhunderts entstandene Ölberggruppe zu finden, die ursprünglich an der Ostseite aufgebaut war.

## Marienkapelle (Seitenkapelle)

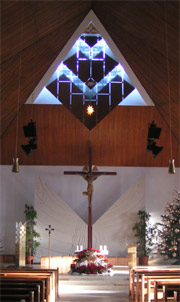
Neu gestalteter Altarraum

Die Seitenkapelle, an deren Eingang die gotische Madonna und eine sehr freie Kopie des aus Regen stammenden Gnadenbilds von Maria Plain angebracht ist, wird seit dem letzten Umbau als Marienkapelle bezeichnet. Wegen ihrer bisherigen Funktion wurde sie Sakraments- oder Taufkapelle genannt; die Umbenennung erfolgte, da der Tabernakel an den Altar verlegt und der Taufstein in die Mitte der Kirche versetzt wurde. Der erste Name dieser Kapelle lautete Frauenkirche. Der heute nicht mehr zugängliche Balkon war bis Ende des 20. Jahrhunderts mittels eines Übergangs vom ehemaligen Frauenkloster aus erreichbar.

## Das Geläut
Die beiden Türme haben heute statt Zeltdächern Zwiebelhauben. Im Glockenstuhl des Westturms hängen sechs Kirchenglocken.
- Mit 3470 kg ist die 1968 entstandene Pummerin die schwerste der Glocken.
- Aus dem Jahr 1649 stammen die 1500 kg und 800 kg wiegenden Glocken mit dem Bild der Maria Himmelskönigin.
- Die 1770 von den Gebrüdern Bimbi in Villa Collemandina (Toskana) gegossene Kreuzglocke ist die viertgrößte Glocke im Geläut.
- Aus dem Jahr 1761 stammt die Sterbeglocke.
- Auf der 1762 entstandenen kleinsten Glocke ist Maria mit Kind und einer Kreuzigungsgruppe zu sehen.
- Im Zug der letzten Umbaumaßnahmen wurde im romanischen Turm eine Glocke aus dem Jahr 1709 wiederentdeckt.